# John Couleur
John Couleur   (Chicago, 7 de juliol de 1925 - Scottsdale, 25 d'agost de 2007) fou un enginyer informàtic i executiu estatunidenc. Va registrar més de quaranta patents.

## Primers anys de vida
Durant la Segona Guerra Mundial, Couleur es va inscriure al Programa d'entrenament universitari de la Marina V-12. Es va graduar summa cum laude a la Universitat Metodista del Sud de Houston (Texas) el 1946. Durant la Guerra de Corea, va servir com a tinent a les Forces Aèries dels Estats Units.

## Carrera
Couleur es va incorporar a l'empresa General Electric (GE). El 1953, al departament d'electrònica militar pesada de GE a Syracuse (Nova York), va exercir com a arquitecte principal en el desenvolupament del sistema de seguiment MISTRAM per al míssil Atlas.
Més tard, també a GE, va treballar en el desenvolupament del sistema informàtic GE-635. A petició del Projecte de Matemàtiques i Computació (MAC) de l'Institut de Tecnologia de Massachusetts (MIT, de l'anglès Massachusetts Institute of Technology), Couleur i Ted Glaser van dissenyar les modificacions per convertir el sistema 635 en el que seria el GE-645 per al sistema operatiu Multics el 1972.